# 仁平王后
仁平王后 金氏（いんぴょんわんふ、きむし、인평왕후 김씨）は、高麗の王妃。 彼女は文宗の妻及び異母妹だった。